# Heping, Heyuan
Heping, även romaniserat Hoping, är ett härad i Heyuans stad på prefekturnivå i provinsen Guangdong i sydöstra Kina.
Heping är indelat i 17 köpingar (zhen).
- Beidun (贝墩镇)
- Changtang (长塘镇)
- Daba (大坝镇)
- Dongshui (东水镇)
- Gongbai (公白镇)
- Guzhai (古寨镇)
- Heshui (合水镇)
- Linzhai (林寨镇)
- Lishi (礼士镇)
- Liyuan (浰源镇)
- Pengzhai (彭寨镇)
- Qingzhou (青州镇)
- Reshui (热水镇)
- Shangling (上陵镇)
- Xiache (下车镇)
- Yangming (阳明镇)
- Yousheng (优胜镇)